# Herman Snellen

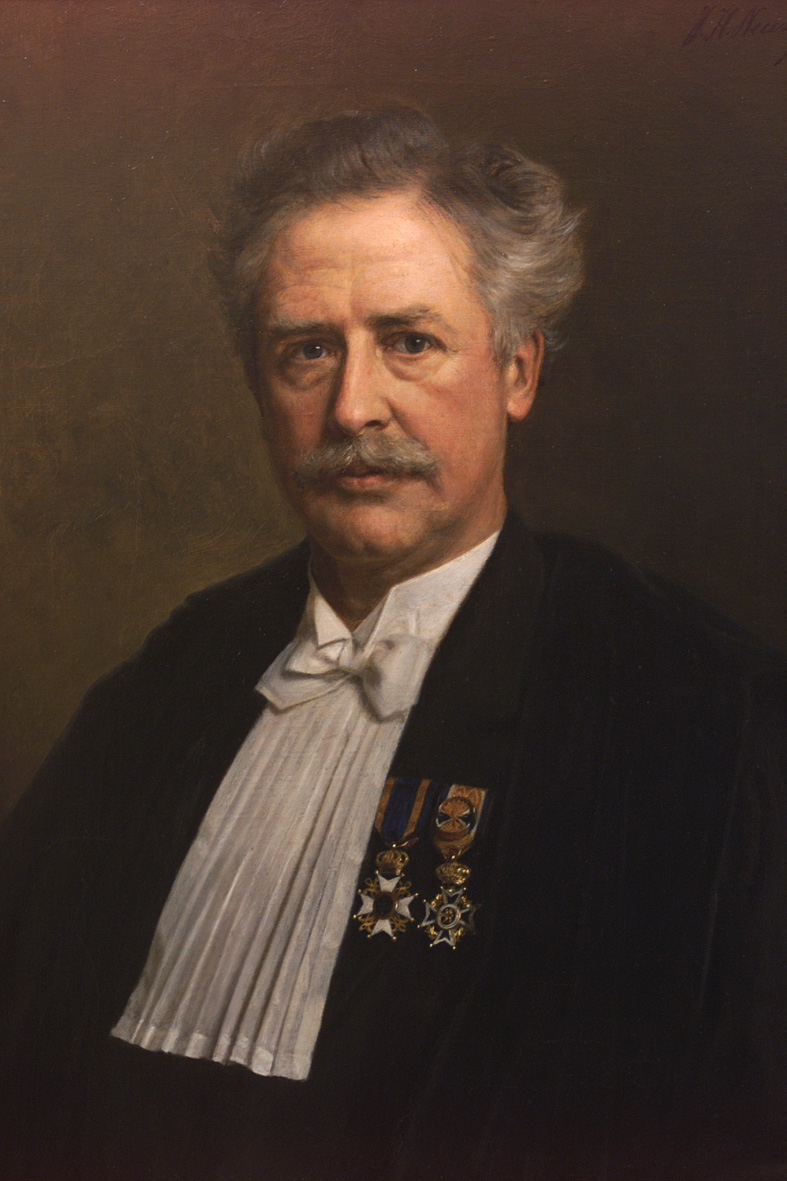
H. Snellen Sr.

Herman Snellen der Ältere (* 19. Februar 1834 in Zeist/Provinz Utrecht; † 18. Januar 1908 in Utrecht) war ein niederländischer Augenarzt und Erfinder der Sehzeichen.

## Leben
Herman war der Sohn des Arztes Frans Adriaan Snellen (* 17. April 1802 in Rotterdam; † 3. Mai 1886 in Zeist) und dessen Frau Agatha Petronella Messchert (* 1. Mai 1804 in Rotterdam; † 21. März 1865 in Zeist).

## Ausbildung
Nach dem Besuch der Schule seiner Heimatstadt, absolvierte er am 13. August 1851 sein Examen zur Hochschulzulassung und immatrikulierte sich am  15. September 1851 an der Universität Utrecht für das Fach Medizin. Seine prägenden Lehrer wurden hier vor allem  Gerardus Johannes Mulder, Jacobus Ludovicus Conradus Schroeder van der Kolk und Franciscus Cornelis Donders. Am 4. Juli 1857 promovierte er mit der Arbeit De invloed der zenuwen op de ontsteking. Proefondervindelijk getoetst (frei deutsch übersetzt: Der Einfluss der Nerven auf die Entzündung, experimentell untersucht) zum Doktor der Medizin. Danach arbeitete er als Arzt in Utrecht, wo er sich besonders der Augenheilkunde widmete. Am 28. Dezember 1858 erwarb er sich auch den Grad eines Doktors der Chirurgie.

## Ooglijdersgasthuis

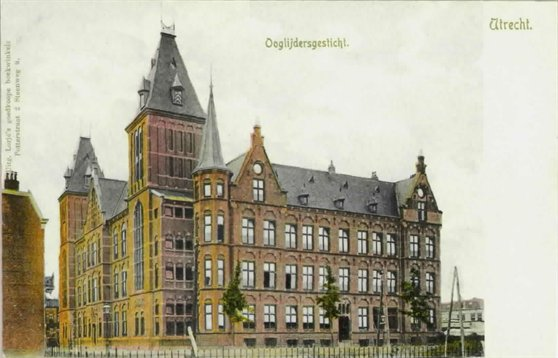
Ooglijdersgasthuis in Utrecht, circa 1904

1858 gründete Snellen mit Donders die erste Augenheilklinik der Niederlande, das Nederlandsch Gasthuis voor behoeftigte en minvermogende ooglijders in Utrecht (Ooglijdersgasthuis oder Gasthuis voor Ooglijders), wo er als Donders Assistent wirkte. 1862 übernahm er von Donders die operative Leitung als Primararzt der Augenheilklinik und wurde am 27. Oktober 1884 als Direktor der Einrichtung dessen offizieller Nachfolger. Am 17. November 1877 wurde er zum Professor für Augenheilkunde an die Universität Utrecht berufen, welches Amt er am 15. Dezember desselben Jahres übernahm. Der Titel der Antrittsrede war: De methode van het oogheelkundig klinisch onderwijs.  Er beteiligte sich an den organisatorischen Aufgaben der Utrechter Universität und war 1891/92 Rektor der Alma Mater. Am 12. April 1899 wurde er aus seiner Professur emeritiert. Im selben Jahr organisierte er in Utrecht einen internationalen Kongress für Ophthalmologie. Bis 1904 blieb er noch Direktor der Utrechter Augenklinik. Er veröffentlichte Arbeiten über den Einfluss des Nervus vagus auf die Atmung, Erkrankungen der Magenschleimhaut, Erweiterung der großen Blutgefäße und über den Anteil der Nerven beim Vorgang der Entzündung. Seine Lieblingsgebiete waren die Refraktions- und Akkommodations-Annomalien.

## Wissenschaftliche Arbeiten
Besonders zu erwähnen sind die Arbeiten über Iridesis, Entropiumnaht (1862), die neuroparalytische Augenentzündung, Beeinflussung der Augen durch krankhafte Prozesse im Innern des Schädels (1865), die Lösung der vorderen Synechien (1866), die Richtung der Hauptmeridiane des astigmatischen Auges (1873), die Stokes'sche Linse (1874), die Durchschneidung der Ciliarnerven bei Neuralgie (1871),  in Gemeinschaft mit Landolt: die Funktionsprüfungen des Auges im Graefe-Saemisch'schen Sammelwerke (1874). das Phakometer (1876), die sympathische Ophthalmie (1881), die Hygiene des Auges in der Schule (1883), über Glaukom (1888 und 1890), die Skiaskopie (1889), über Nachbilder (1803), der Keralokonus (1897), über Erythropsie (1896), über künstliche Augen (1898), Die von ihm begonnene Augenoperationslehre in der 2. Auflage des Karl Ferdinand Graefe und Theodor Sämisch geleiteten Sammelwerkes Handbuch der Augenheilkunde 4. Bd., Leipzig 1902–04.

## Sehprobentafeln
Snellen ist vor allem wegen der Erfindung der Sehprobentafeln bekannt geworden (Snellen-Index). Mit Hilfe solcher Tafeln kann die Sehschärfe bestimmt werden. Diese Sehproben sind in mehreren Auflagen erschienen (Optotypi ad visum determinandum. Utrecht 1862, deutsch: Probebuchstaben zur Bestimmung der Sehschärfe.)

Sehtafel
Snellen-Haken

## Glasauge
Gemeinsam mit der Firma F. Ad. Müller & Söhne in Wiesbaden, entwickelte er ein pflegeleichtes, doppelwandiges, herausnehmbares Glasauge, welches wegen seines geringen Gewichts gegenüber anderen Augenprothesen, schnelle Anerkennung fand.

## Ehrungen
Snellen hatte die Ehrendoktorwürde der Universität Greifswald und 1898 der University of Edinburgh erhalten. Zudem war er Ehrenmitglied der Académie de Médicine in Belgien und der Heidelberger Deutschen Ophthalmologischen Gesellschaft (deutsche Gesellschaft für Augenheilkunde).1895 wurde er Ritter des Ordens vom niederländischen Löwen und Offizier des Ordens  von Oranien-Nassau.

## Familie
Snellen war zwei Mal verheiratet. Seine erste Ehe schloss er am 8. September 1859 in Utrecht mit Mary Jane Brijan (* 19. Juli 1829 in Maidstone (Kent/England); † 17. Dezember 1860 in Utrecht), die Tochter des John Brijan (* um 1801; † 27. Oktober 1874 in Achttienhoven) und der Elisabeth Hickmott (auch: Hukmott, Heckmoth, Wickmott; * um 1803; † 14. Mai 1853 in Utrecht). Seine zweite Ehe ging er am 12. Juni 1862 in Utrecht, mit der Schwester seiner ersten Frau Carlotte Braijn (* 13. Januar 1844 in Utrecht; * um 1803; † 6. Juni 1923 in Utrecht) ein. Aus den Ehen stammen Kinder. Von diesen kennt man:  
- Marij Elizabeth Snellen (* 5. November 1860 in Utrecht; † 24. März 1932 in Ermelo)
- Charlotte Snellen (* 15. Mai 1863 in Utrecht; † 19. Januar 1923 in Amsterdam) verh. 6. Juni 1889 in Utrecht Jaqcues Antoine Bonebakker (* 7. September 1862 in Amsterdam)
- Herman Snellen der Jüngere  (* 24. November 1864 in Utrecht; † 1929) Prof. Dr. verh. 9. August 1900 in Utrecht Maria Magdalena Werker (* 26. April 1880 in Utrecht; † 3. Oktober 1956 in Utrecht)
- William Snellen (* 25. Mai 1866 in Utrecht; † 11. Oktober 1928 in Bilthoven) Dr. med, Augenarzt, verh. 5. Oktober 1920 in Utrecht mit Hendrika Petronella Repelius (* 30. Oktober 1894 in Utrecht)
- Rosa Snellen (* 29. Januar 1868 in Utrecht; † 30. Juli 1911 ebenda)
- Otto Snellen (* 29. September 1869 in Utrecht; † 20. März 1871 ebenda)
- Emma Snellen (* 6. September 1872 in Utrecht; † 3. April 1940 ebenda)
- Thomas Snellen (* 15. Mai 1873 in Utrecht; † 27. März 1946) verh. 18. August 1904 in Utrecht mit Merrigje de Kleijn, (* 12. Juli 1882 in Ameide; † 1974)
- Margarita Snellen (* 26. Februar 1875 in Utrecht; † 22. März 1961 in Den Haag) verh. am 8. November 1896 in Utrecht mit Henri Johan Eduard Wenckebach (* 27. Juni 1861 in Den Haag; † 21. Februar 1924 in Den Haag)
- Clara Snellen (* 6. Februar 1877 in Utrecht)
- Francisca Cornelia Snellen (* 12. November 1878 in Utrecht; † 10. August 1932 in Ermelo)
- Robert Snellen (* 28. November 1880 in Utrecht, † Brüssel)
- Kate Snellen (* 17. Mai 1883 in Utrecht; † 8. Mai 1931 in Newhaven (USA)) verh. 12. Oktober 1911 in Utrecht mit Johannes Gregorius Dusser de Barenne (* 6. Mai 1885 in Brille)

## Werke
- Optotypi ad visum determinandum. Utrecht, 1862.
- De neuro-paralytische oogontsteking, welke zich by trigeminusparalyse ontwikkelt. In: Nederlandsch Tijdschrift voor Geneeskunde. Amsterdam, 1864
- De geschiedenis der oogziekten in de Rijksgestichten Veenhuizen en Ommerschans. Verslagen Nederlandsche Geneeskunde voor ooglijders. 1864
- Test-types for the determination of the acuteness of vision. Williams and Norgate 1868.
- Over de methode der oogheelkundige kliniek. Inaugurale rede, Universiteit van Utrecht, 1877.
- De operatieve behandeling van het Glaucoma en haar beteekenis. Utrecht, 1893
- Subconjunctival Treatment of operative and traumatic wounds of cornea and sclerotic. 8th International ophthalmological Congress, Edinburgh, 1894